# Oltingen
Oltingen ist eine politische Gemeinde im Bezirk Sissach des Kantons Basel-Landschaft in der Schweiz.

## Geographie

Historisches Luftbild von Werner Friedli von 1953

Das Bauerndorf Oltingen liegt auf 576 m ü. M. am Flüsschen Ergolz und am Fusse der Schafmatt.

## Geschichte
Oltingen ist Ausgangsort für den Weg über die Schafmatt, welcher seit der Urzeit als Pass ins Mittelland benützt worden ist. Die Vorgänger der heutigen Kirche gehen möglicherweise bis ins 9. Jahrhundert zurück, und zur Kirchgemeinde gehören seit je auch die benachbarten Dörfer Anwil und Wenslingen. Im Mittelalter verlief die Grenze zwischen dem Sisgau und dem Frickgau längs der Ergolz. Sie trennte damit Oltingen, das 1241 erstmals urkundlich erwähnt wird, in zwei Teile. Die rechtsufrige Hälfte gehörte als Lehen der Grafen von Habsburg-Laufenburg zur Herrschaft Kienberg. Die linksufrige Hälfte war schon 1372 farnsburgisch und kam 1461 an die Stadt Basel. Das kienbergische Oltingen wechselte mehrmals den Besitzer, bis es im Jahre 1684 endgültig an Basel fiel. In der zweiten Hälfte des 19. Jahrhunderts gab es mehrere Versuche, die Schafmattbahn zu bauen; in Oltingen wäre das Nordportal eines 5,5 km langen Tunnels gewesen, der unter der Schafmatt hindurch nach Obererlinsbach geführt hätte.

## Wappen
Die Gemeinde führt ihr Wappen erst seit 1943. Es zeigt auf goldenem Grund einen schwarzen Schrägbalken, darauf drei silberne Hufeisen mit schwarzen Nägeln. Das Wappen knüpft an die frühere Bedeutung Oltingens als Ausgangspunkt eines Passübergangs an, die Farben erinnern an die ehemalige Zugehörigkeit des halben Dorfes zur Herrschaft Kienberg.

## Sehenswürdigkeiten
- Reformierte Kirche St. Nikolaus aus dem Jahre 1296.[5]
- Danebenliegendes wuchtiges Pfarrhaus mit Treppengiebel
- Das Grosse Haus, vermutlich vom Untervogt erbaut, Mitte 16. Jahrhundert[6]
- Heimatmuseum in Herrengasse 38

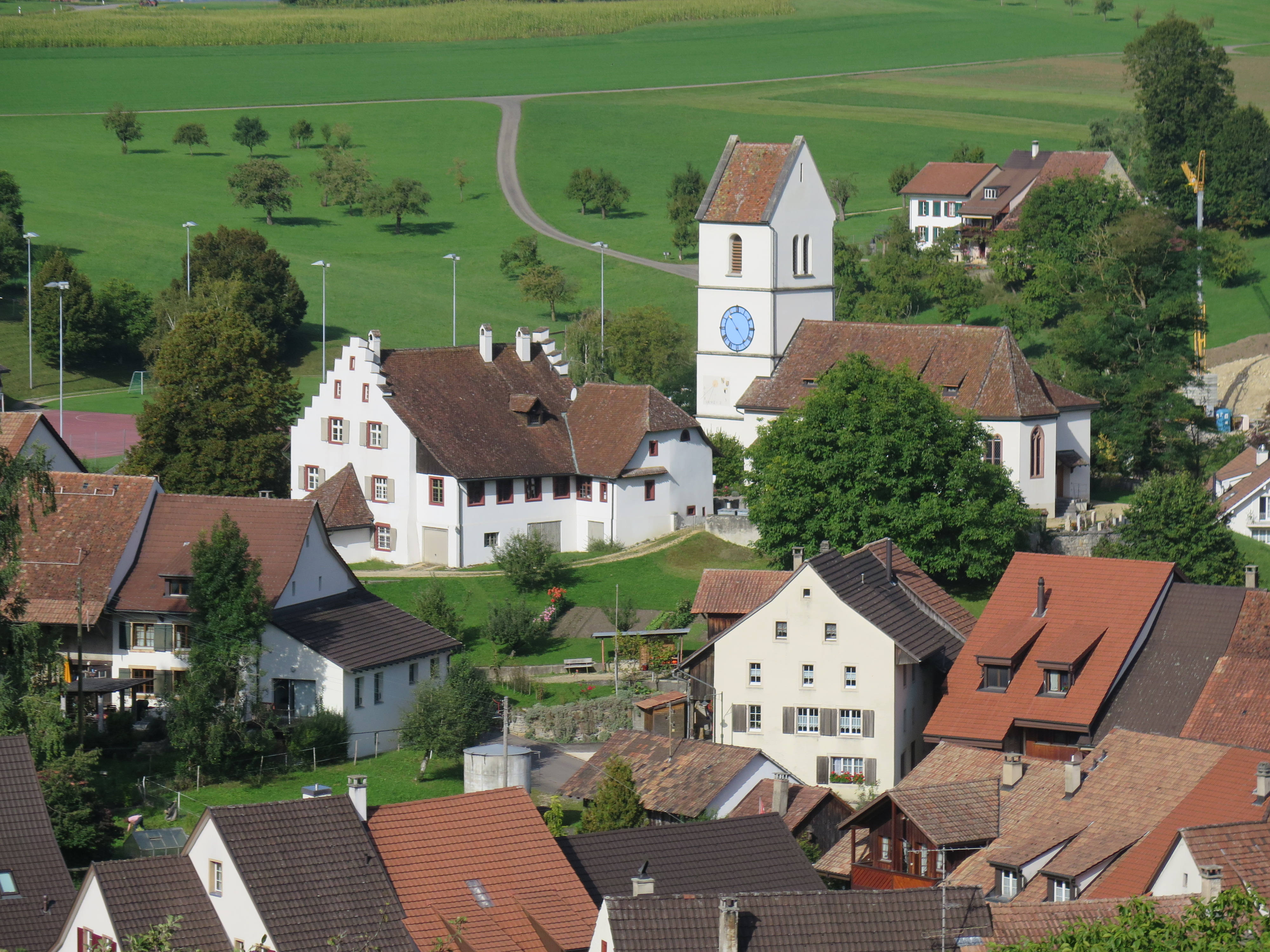
Kirche und Pfarrhaus
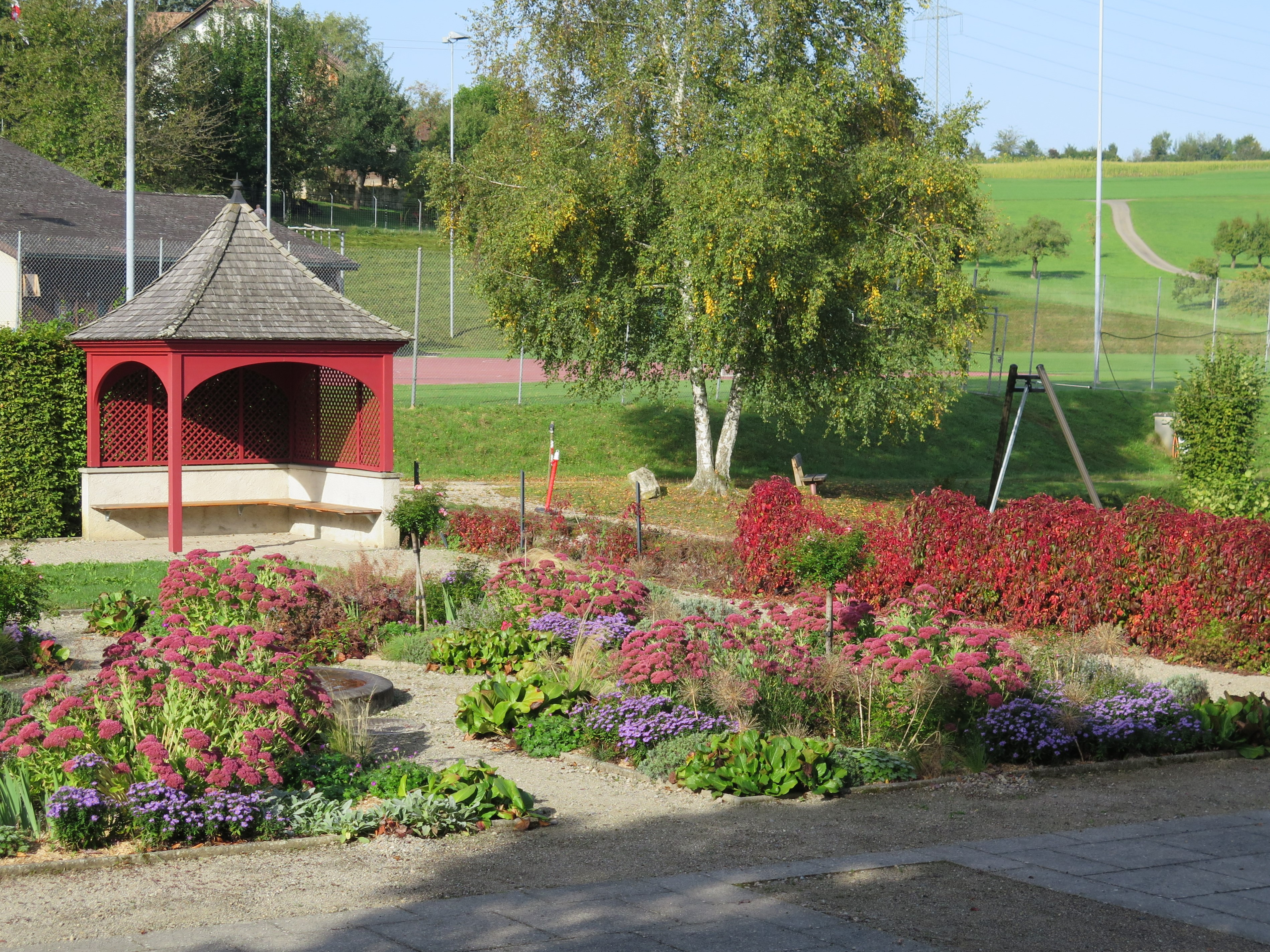
Pfarrgarten
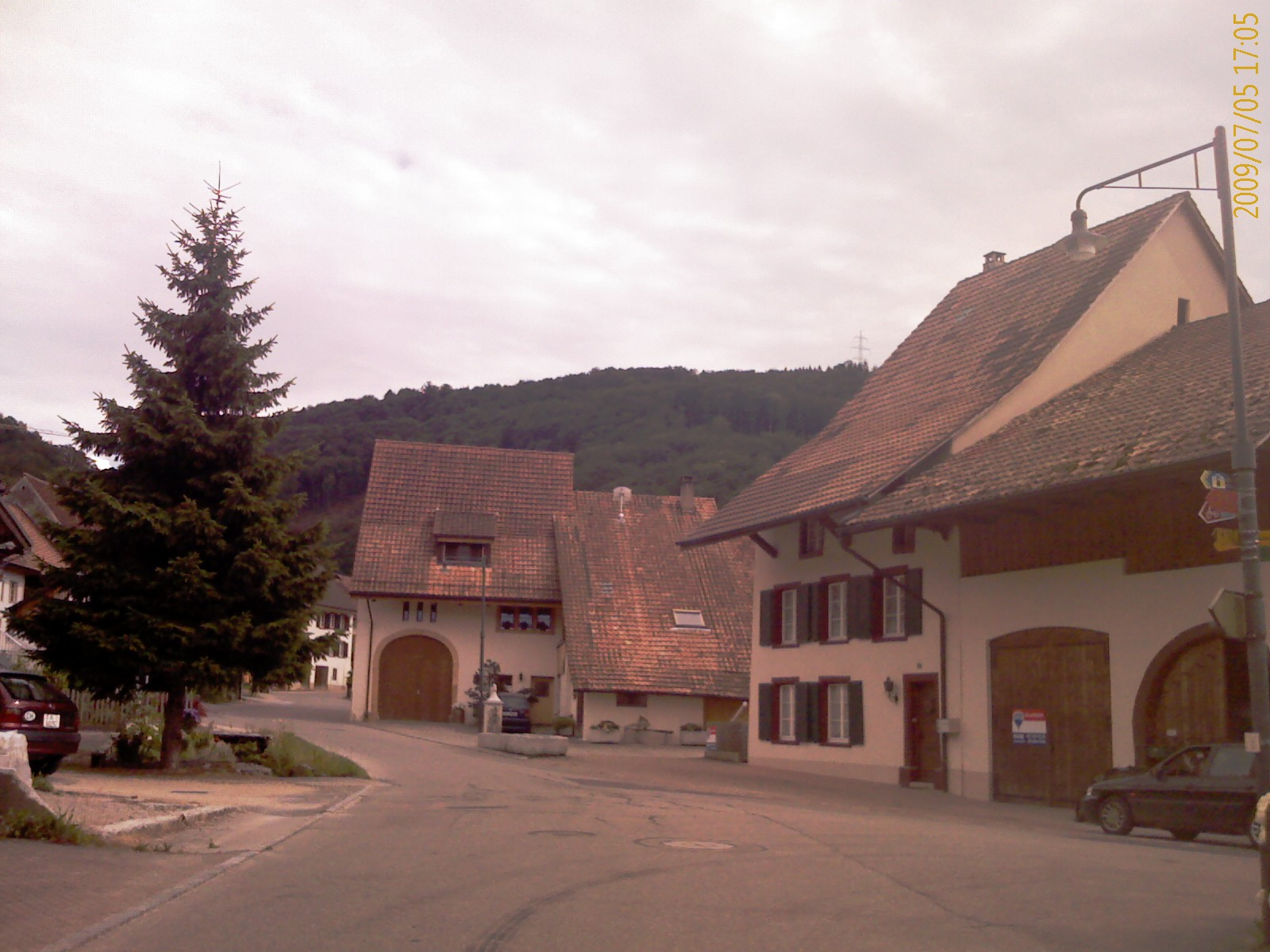
Dorfzentrum
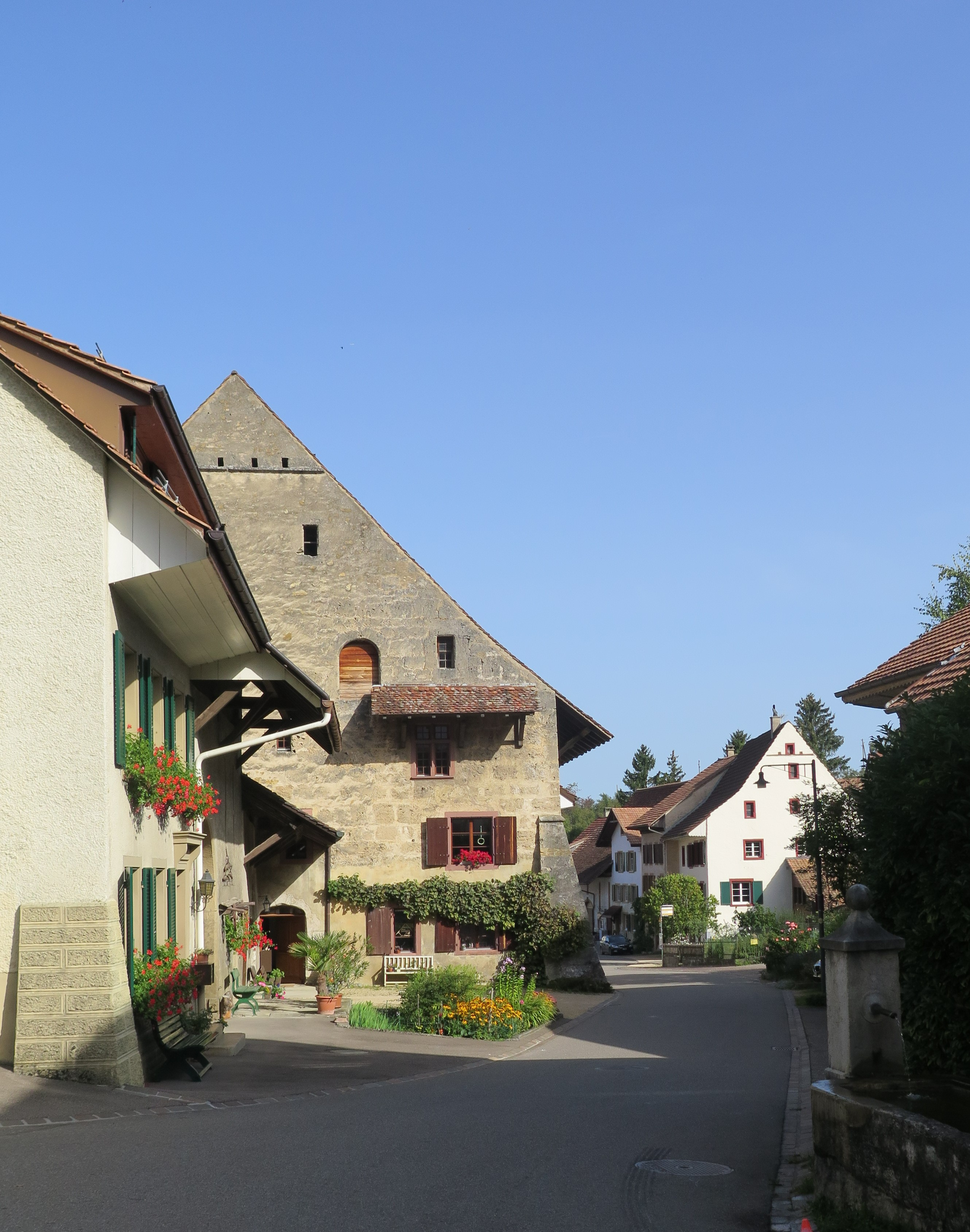
Das Grosse Haus

Fresken in der Kirche, nach 1470:

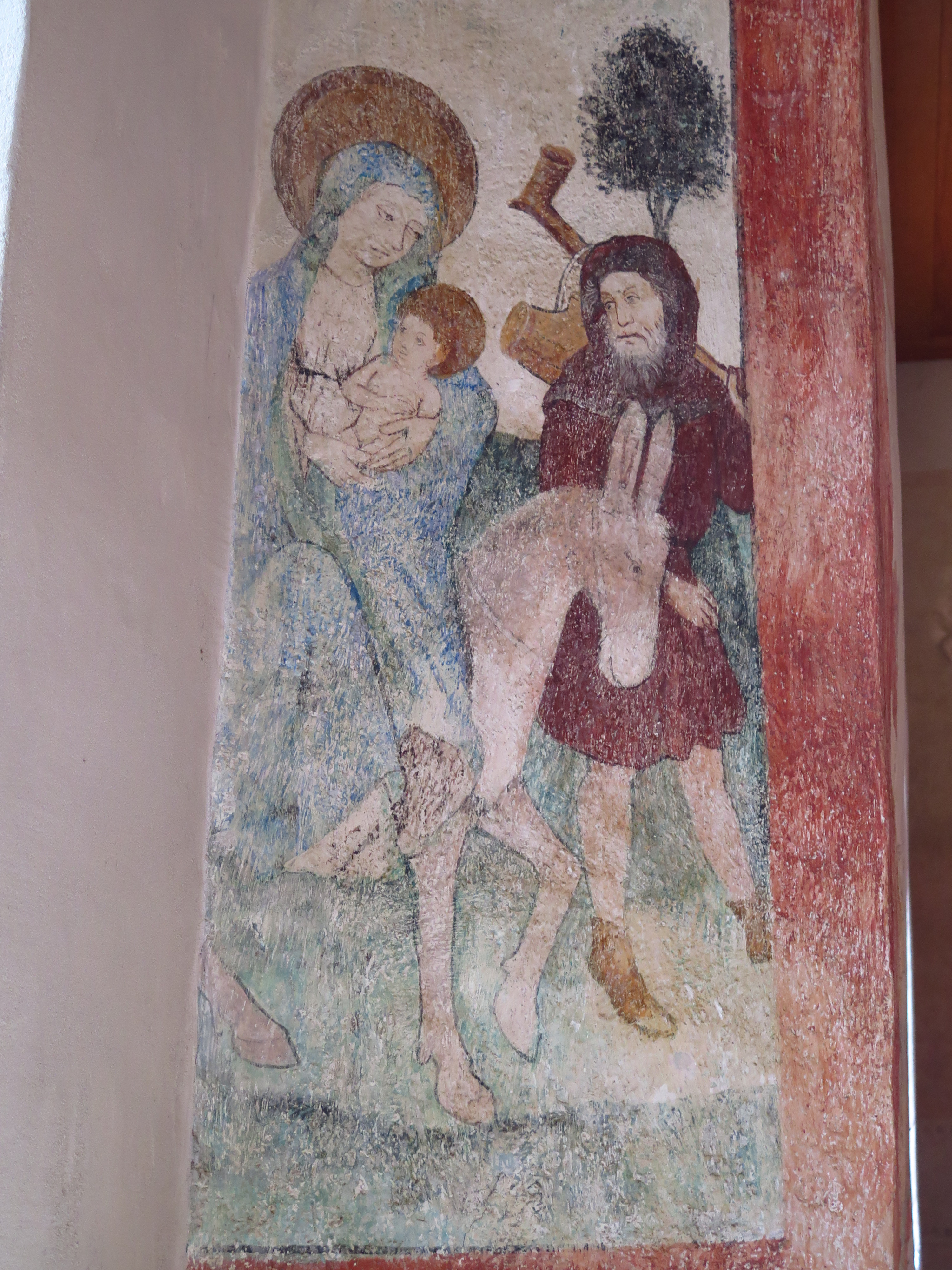
Flucht nach Ägypten
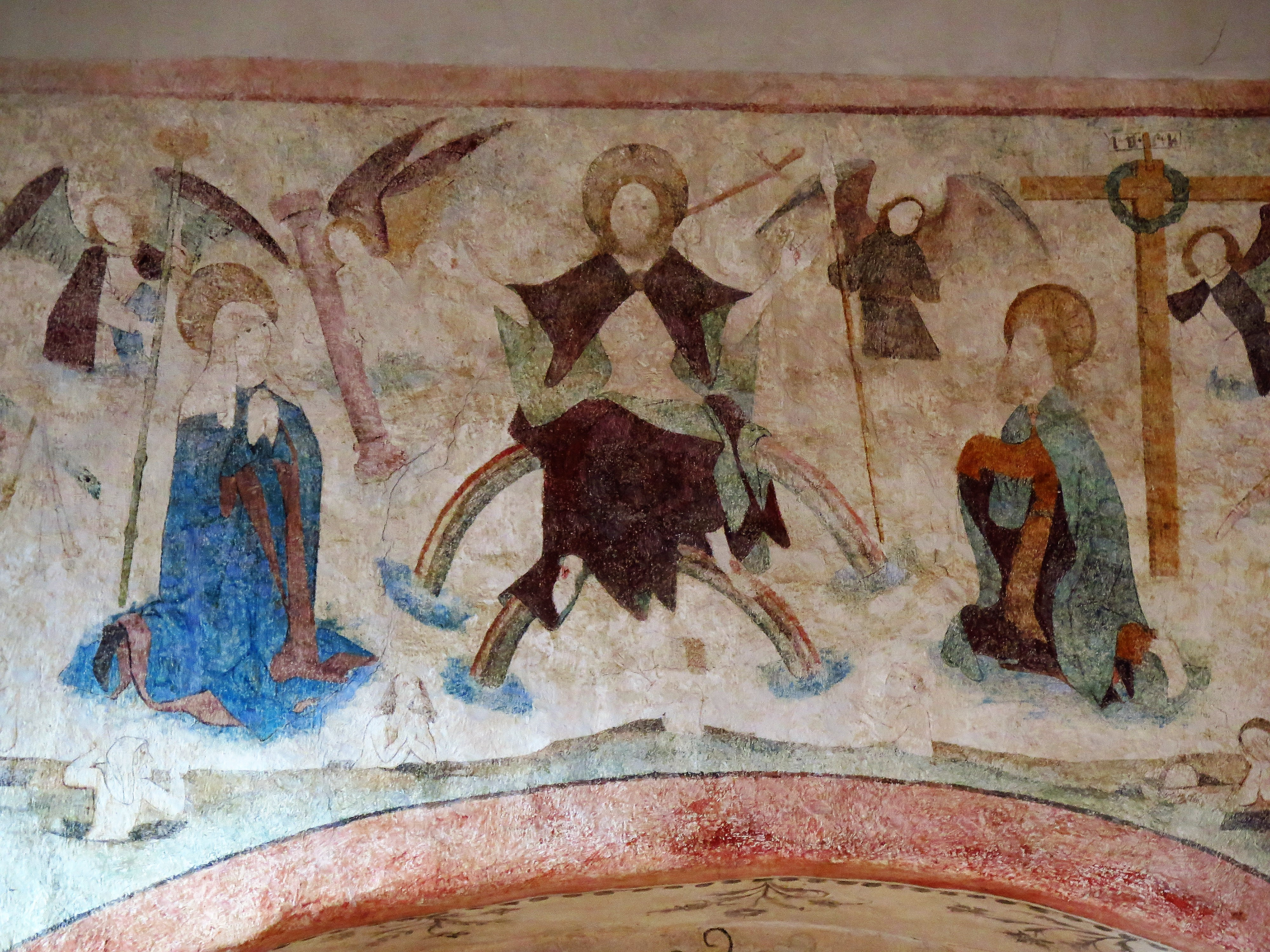
Jüngstes Gericht
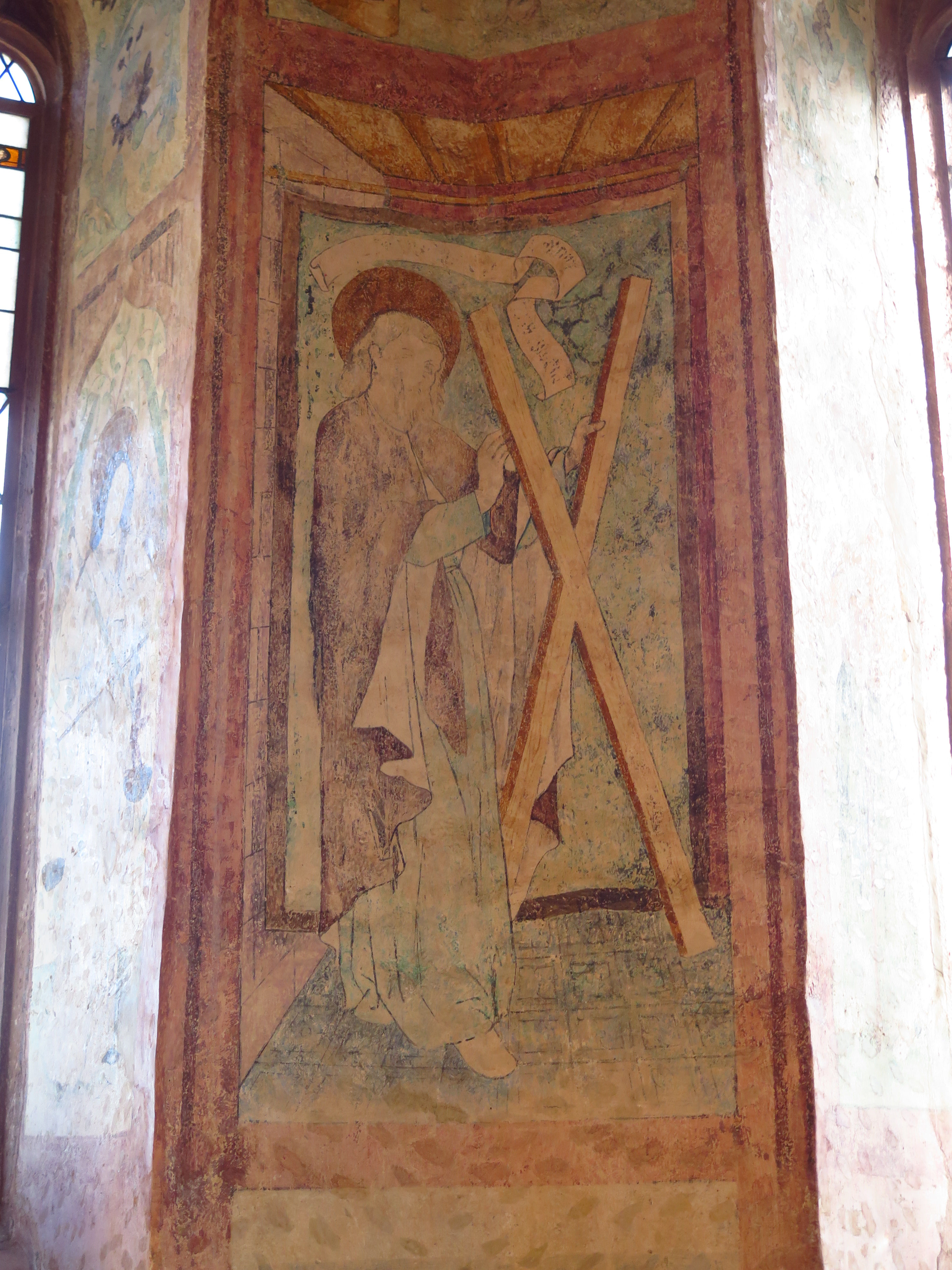
Apostel Andreas
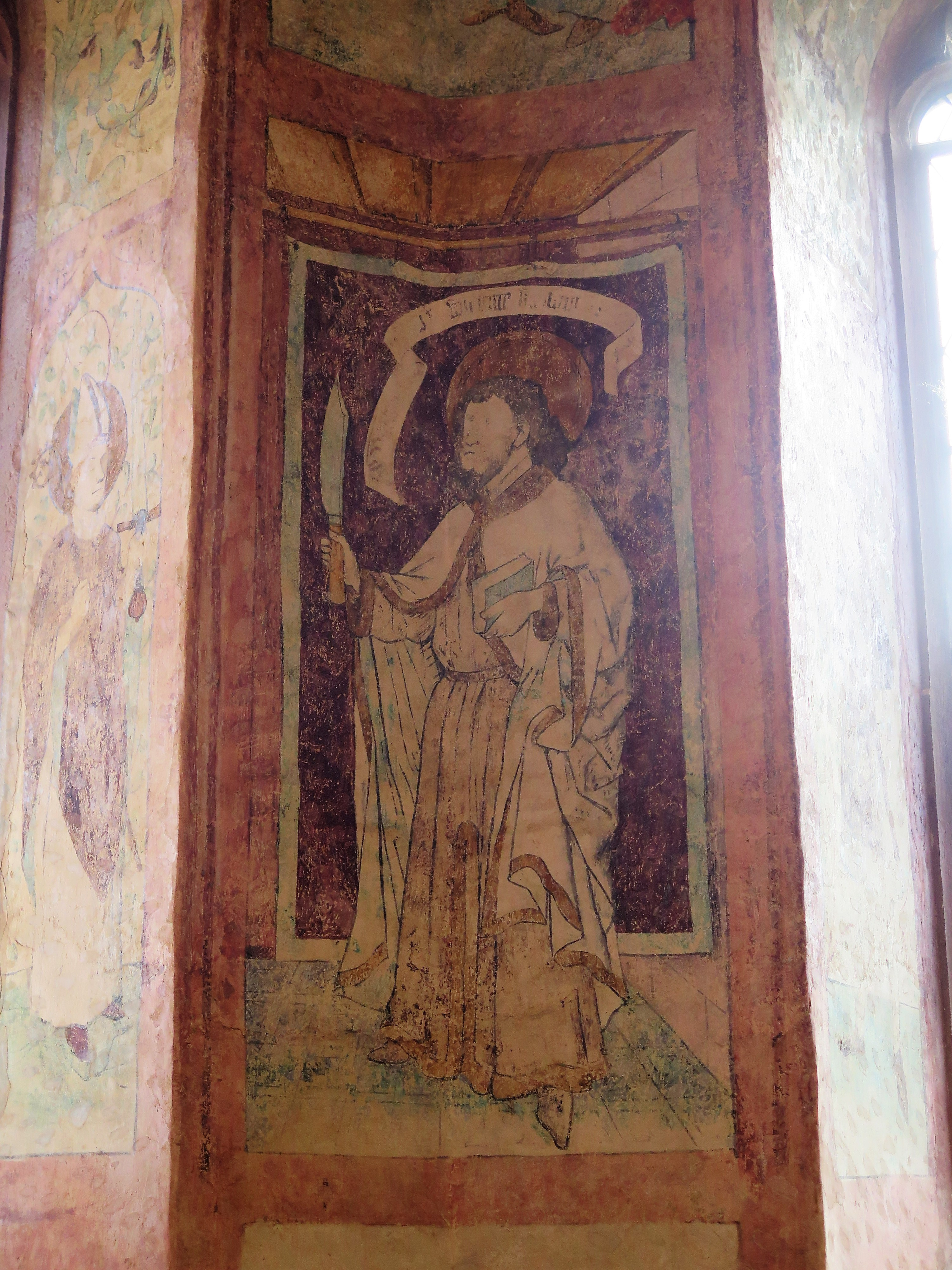
Apostel Bartholomäus

## Persönlichkeiten
- Florence Brenzikofer (* 1975), Landrätin und Nationalrätin (Grüne)
- Hans Gysin (1882–1969), Landwirt und Mundartdichter